# Джеймс Олен
Джеймс Олен (англ. James Ohlen) — канадський геймдизайнер. Був старшим креативним директором BioWare, де працював 22 роки до того, як у 2018 році заснував видавничу компанію Arcanum Worlds. У 2019 році Олен очолив нову внутрішню студію розробки Archetype Entertainment під керівництвом Wizards of the Coast для розробки їх нової інтелектуальної власності.

## Біографія
На початку своєї кар'єри Олен керував магазином коміксів, а також двома кампаніями на основі Dungeons & Dragons, які були настільки популярні, що на кожну з них був лист очікування. Засновники BioWare Рей Музика та Грег Зещук запросили Олена на роботу в компанію завдяки його навичкам у D&D. На початку його робота полягала у тестуванні Shattered Steel, а потім Олена підвищили до провідного дизайнера Baldur's Gate — проєкту, який вивів BioWare на міжнародну арену. В результаті успіху Baldur's Gate Олен був призначений директором з дизайну. Він продовжував працювати провідним дизайнером над подальшими іграми BioWare у сетингу Dungeons and Dragons, включаючи Baldur's Gate II і Neverwinter Nights. Пізніше він очолив команду дизайнерів Star Wars: Knights of the Old Republic і Dragon Age: Origins.
У 2006 році Джеймс Олен переїхав до Остіна, штат Техас, щоб створити нову дочірню студію для BioWare разом із Гордоном Волтоном і Річем Воґелем. Ця студія відповідала за виробництво MMORPG Star Wars: The Old Republic.
У 2018 році, після 22 років спільної праці, Олен пішов з BioWare, щоб відкрити власне видавництво Arcanum Worlds. Першим проєктом Arcanum Worlds стала книга у всесвіті Dungeons & Dragons — Odyssey of the Dragonlords.
У квітні 2019 року Wizards of the Coast оголосили, що засновують нову студію під назвою Archetype Entertainment в Остіні, для розробки нової інтелектуальної власності і залучили Олена до її керівництва. Олен сказав, що пропозиція була надто гарною, щоб пропустити її, і що «це лише можливість попрацювати над такими особистими для нього проєктами, як в старі добрі часи 90-х і початку 00-х». У січні 2020 року до роботи у Archetype Entertainment долучився інший ветеран BioWare, Чад Робертсон, який обійняв посаду віце-президента і генерального менеджера. Через місяць Дрю Карпишин, ще один колишній учасник BioWare, приєднався до Archetype провідним сценаристом. Хоча видавництво Олена, Arcanum Worlds, стабільно працює, за контрактом воно не буде мати спільних проєктів з Archetype.

## Проєкти

### Як провідний дизайнер/креативний директор
- Baldur's Gate (1998)
- Baldur's Gate: Tales of the Sword Coast (1999)
- Baldur's Gate II: Shadows of Amn (2000)
- Neverwinter Nights (2002)
- Star Wars: Knights of the Old Republic (2003)
- Dragon Age: Origins (2009)
- Star Wars: The Old Republic (2011)

### Інше
- Shattered Steel (1996)
- Jade Empire (2005)
- Mass Effect (2007)
- Anthem (2019)
- Shadow Realms (скасовано)